# Penfui
Penfui ist ein Ort (Kelurahan) im indonesischen Westtimor. Hier liegt der Flughafen der Provinzhauptstadt Kupang.

## Geographie und Einwohner
Penfui ist ein Kelurahan im Nordosten des Distrikts (Kecamatan) Maulafa der Stadt (Kota) Kupang (Provinz Ost-Nusa-Tenggara). Der Kelurahan unterteilt sich in 13 Warga und diese in insgesamt 30 Nachbarschaften (Tetangga)
Penfui hat eine Fläche von 9,30 km² und 5.181 Einwohner (2016), 2.731 Männer und 2.450 Frauen. Damit beträgt die Bevölkerungsdichte 557,10 Einwohner pro Quadratkilometer.

## Geschichte
Am 9. November 1749 fand hier die Schlacht von Penfui statt, bei der die mit den Portugiesen verbündeten Topasse von den Niederländern und ihren Verbündeten vernichtend geschlagen wurden.
1942 waren hier alliierte Truppen in Erwartung der japanischen Invasion auf Timor stationiert.

## Öffentliche Einrichtungen
Neben dem Flughafen finden sich in Penfui eine Polizeistation und einen Sicherheitsposten und zwei Grundschulen. Um die Gesundheitsversorgung kümmern sich ein Krankenhaus, ein Gesundheitszentrum, 10 Mütter-Kind-Zentren und drei weitere Einrichtungen. In Penfui liegt auch ein Gefängnis, in dem 1983/84 dutzende osttimoresische Freiheitskämpfer aufgrund der schlechten Behandlung ums Leben kamen. Zu den wenigen Überlebenden gehörte António Tomás Amaral da Costa.